# Sinus Sabaeus (Gradfeld)
Das Sinus Sabaeus-Gradfeld gehört zu den 30 Gradfeldern des Mars. Sie wurden durch die United States Geological Survey (USGS) festgelegt. Die Nummer ist MC-20, das Gradfeld umfasst das Gebiet von 315° bis 360° westlicher Länge und von −30° bis 0° südlicher Breite.
Der Name stammt von der alten Bezeichnung für das Rote Meer, Saba war ein Teil der südlichen Arabischen Halbinsel. Das Gradfeld enthält den Krater Schiaparelli in der Nähe des Äquators, nach dem der gleichnamige Marslander benannt wurde, des Weiteren auch Noachis Terra und Terra Sabaea.